# Булушевы
Булушевы (князь Булушевы) — татарский княжеский род, происходящий от касимовского князя Болуша Салтанглычева, упоминаемого в 1594 г. в связи с его административно-судебными действиями по разделу имущества. Князь Булушевы никакого отношения к Булашу мурзе Акчурину не имеют, так как его потомство носило фамилию князь Акчуриных.
Начальная генеалогия рода имеет следующий вид: князь Салтанглыч — князь Болуш (1594) — князь Смолен — Чернакай мурза (1623, 1643, 1646) — Ишей мурза (1649, 1669).
С большей долей вероятности к роду князь Булушевых принадлежит деятель Смутного времени, один из руководителей похода повстанцев на Казань 1608—1609 гг. новокрещен князь Иван (Исмаил) Смоленев (1608, 1614).
В 1669 г. Ишей мурза Чернакаев сын князь Булушев упоминается во главе «касимовских и шатцких мурз и татар» 40 человек Керенского уезда.
В боярских книгах начала XVIII века упоминаются новокрещенные князья стольники из рода Булушевых.
Начиная с 1697 г. Булушевы поселились также в селе Татарщине Шацкого уезда (ныне Рассказовский район Тамбовской области). В начале XIX в. мурзы Булушевы поселились в деревне Токмаклы (ныне Кушнаренковский район Республики Башкортостан).
Христианская часть рода была утверждена в дворянстве и внесена в IV и V части дворянской родословной книги Пензенской губернии.
Французские эмигранты рода воссоздали компанию Bulushoff, производящую ювелирные изделия класса люкс.

## Известные представители
- Князь Булушев Иван Арасланович - стольник в 1690-1692 г.
- Князь Булушев Корнилий Иванович - стольник в 1690-1692 г.
- Князь Булушев Михаил Иванович - стольник в 1690-1692 г[4].